# 이마스어
이마스어(Yimas)는 파푸아뉴기니 세픽강 유역의 이마스인들이 사용하는 언어이다.
이마스어는 세픽강의 지류인 카라와리강의 지류인 아라푼디강 하류에 위치한 마을 두 군데에서 쓰인다. 마을이 서로 가깝고 주민들의 왕래가 잦으므로, 약 250명의 이마스어 화자 사이에서는 지리적 방언차가 거의 나타나지 않는다. 그러나 (1990년대 기준) 40대 이하의 화자들은 톡 피신도 구사할 수 있으며, 톡 피신이 위세 언어이기 때문에 이들의 이마스어는 노인 세대 (특히 여성) 말과 차이가 있다. 어린 세대는 대부분 톡 피신을 모어로 사용하며, 구조가 복잡하고 실용성이 떨어지는 이마스어를 나중에라도 배울 가망은 적어 보인다.
같은 세픽하류어파에 속하는 바로 북쪽의 카라와리어와는 계통적으로 가까운 편이지만, 동쪽의 아라푼디강 상류에서 쓰이는 아라푼디어나 남서쪽의 구릉지에서 쓰이는 엥가어, 서쪽의 카라와리강 상류에서 쓰이는 알람블락어 등과는 계통적 관련이 없다. 이마스인들은 아라푼디인이나 알람블락인들과 교역 시에 이마스어 기반의 피진을 사용했으나, 현재는 톡 피신이 그 기능을 대신한다. 더 이전에는 야트믈인들과의 교역에 야트믈어 기반의 이마스어 피진이 사용되었다고 하나 전하지 않는다.

## 음운론

### 음소
이마스어에는 12개의 자음과 4개의 모음이 있다.
|        | 양순음 | 치음 | 경구개음 | 연구개음 |
| ------ | ------ | ---- | -------- | -------- |
| 비음   | m      | n    | ɲ        | ŋ        |
| 파열음 | p      | t    | c        | k        |
| 유음   |        | r    | lʲ~ʎ ⟨l⟩ |          |
| 반모음 | w      |      | j ⟨y⟩    |          |

- 경구개음 /c, ɲ, l/의 음소 지위는 약간 불분명하다. 많은 경우 구개음화의 결과로 나타나며, /l/는 노년층 화자들에게서 자주 /ri/로 나타난다. 또한 (어말에 올 수 있는 /l/을 제외하면) 어간 첫머리나 끝에 오지 못하는 제약이 있다. 그러나 분석되지 않는 경구개음이 어간 내부에 존재하는 경우가 일부 있으며, 이는 카라와리어의 동계어에서 치음 + 전설 고모음 연쇄에 대응한다.
- 젊은 화자들은 어두 /ŋ/을 /n/에 합류시키는 경향이 있다.
- 조음 위치가 같은 파열음 뒤의 어말 비음이나 (적어도 하나는 조음 위치가 같은) 두 파열음 사이의 비음은 성절성을 갖는다.
- 파열음은 비음 뒤에서 수의적으로 유성음화되고, 어두나 강세 모음 앞에서 유기음으로 실현되며, 비음 앞에서 불파음이 된다.
- /p/는 /u/ 앞에서 수의적으로 유성음화되고, /w/ 앞에서는 [β]로 약화될 수 있으며, /k/는 모음과 비강세 모음 사이에서 수의적으로 [ɣ]로 약화된다.
- /c/는 모음 사이에서 수의적으로 [s]로 약화되나, 노년층 화자들은 [c]를 선호하고, 자음 뒤에서는 파열음 실현만 가능하다.
- /r/는 [ɾ]와 [l]의 자유 변이를 보이지만, /t/ 뒤에서는 탄음으로만 실현되며, 모음 사이에서는 [l]이 선호되는 편이다.[7]

|        | 전설 | 중설 | 후설 |
| ------ | ---- | ---- | ---- |
| 고모음 | i    | ɨ    | u    |
| 저모음 | a    | a    | a    |

- /ɨ/와 /a/가 전체 모음의 90% 이상을 차지하며, /i/는 1~2% 정도로 드물다.
- /ɨ/는 경구개음 앞이나 뒤에서 [ɪ], 치 비음이나 파열음 앞에서 [ɨ], 나머지 환경에서 [ə]로 실현된다.
- /a/는 경구개음 사이에서 [ɛ], 비경구개음과 (같은 음절의) 경구개음 사이에서 [a], 주변부 자음(군) + /u, w/ 연쇄 앞에서 [ɔ], 나머지 환경에서 강세를 받으면 [ä], 받지 않으면 [ʌ]로 실현된다.
- /u/는 자음 앞이나 어말의 /m/ 앞에서 [ɯ̟], /ŋ/ 앞에서 [ʊ], 나머지 환경에서 [u]로 실현된다.[9]
- 허용되는 이중모음은 /aw/와 /ay/ 2개뿐이다.[10]

### 음소배열
/r/과 경구개음 /c, ɲ, l/은 어두에 올 수 없다. 허용되는 어두자음군은 다음과 같다. (물론 경구개 파열음 및 비음은 제외된다.)
- 파열음 + /r/
- 주변부 파열음 (/p, k/) + /w/
- 조음 위치가 같은 비음 + 파열음 연쇄

어말에도 /r, c, ɲ/이 올 수 없지만 /l/은 가능하다. 허용되는 어말자음군은 조음 위치가 같은 파열음 + 비음 연쇄이다.
어중에서 허용되는 2자음 연쇄에는 다음과 같은 조합이 있다.
- 비음 + 유음을 제외한 자음
- 파열음 + 파열음 및 /l/을 제외한 모든 자음
- /lc/, /lɲ/, /rw/
- /r/ + /t, n/을 제외한 비음 또는 파열음

어중 3자음 연쇄는 다음과 같은 조합이 가능하다.
- 비음 + 파열음 + /r, w/
- 유음 또는 파열음 + 주변부 비음 + 주변부 파열음
- /r/ + 주변부 파열음 + 비음 또는 /w/

따라서 이마스어 단어의 음운론적 구조는 #(C)(C)V[(C)C(C)V]ⁿ(C)(C)#와 같이 공식화할 수 있다.

### 형태음운론적 과정
허용되지 않는 기저형의 자음 연쇄 사이에는 무표적 모음인 /ɨ/가 삽입된다. /ɨ/가 Ø와 교체되는 자유 변이가 있는 경우에도 삽입모음으로 취급한다. 이러한 분석에 따르면 이마스어에는 기저형이 자음만으로 구성된 어근과 접사가 많다고 볼 수 있다.
형태소 경계에서 삽입이 일어날 때 결합되는 음절에 /u/나 /w/가 있으면 /u/가 대신 삽입된다. 이때 /u, w/와 삽입모음 사이의 자음(군)은 주변부 자음이어야 한다. 동사 어간과 접미사 사이에서 삽입이 일어날 때 결합되는 음절에 /i/나 /y/가 있으면 /i/가 대신 삽입된다. /a/ 삽입은 나타나지 않는다.
어두에서 /i/와 /u/는 각각 /yi/와 /wu/와의 자유로운 교체를 보인다. 어중의 /a/ 앞이나 형태소 말 /a/ 뒤에 /i/나 /u/가 오면 그 사이에 각각 /y/와 /w/가 삽입된다. 형태소 경계에서 /a/나 /ɨ/ 두 개가 연속하게 되면 수의적으로 탈락한다.
형태소 경계의 비강세 /u/는 수의적으로 탈락하기도 하는데, 이때 형성되는 자음군은 /r/ + 비음 또는 파열음, 조음 위치가 같은 파열음 + 비음, 비음 + 비음 + 파열음 (이때 두 번째 비음은 탈락) 세 가지 조합 중 하나여야 한다.

#### 구개음화
형태소 경계에서 /i/나 /y/ 뒤에 치음이 오면 대응하는 경구개음으로 구개음화된다. 이후 수의적으로 /i/가 전설성을 잃고 /ɨ/가 되거나 /y/가 탈락할 수 있다. /l/도 구개음화를 유발하지만 유음 강화로 /t/가 된다.

#### 유음 강화
/r/은 어말에서 /t/로 강화되며, /n, ɲ/ 앞에서는 /r, l/ 모두 /t/로 강화된다. 유음 두 개가 모음 하나만을 사이에 두고 인접하면 뒤의 유음이 /t/로 이화되며, 이때 앞의 유음이 /l/이면 전설성을 잃고 /r/이 된다.

#### 자음군 단순화
조음 위치가 같은 비음 + 파열음 연쇄가 어말에 오는 경우 파열음이 탈락한다. 또한 파열음 앞에서 비음 두 개가 연속하거나 그 사이에 고모음만 있는 경우, 뒤의 비음이 자주 탈락한다.
| 기저형 | 단수형 | 쌍수형          | 의미 |
| ------ | ------ | --------------- | ---- |
| tanmp  | tánɨm  | tánpɨ̀l/tánɨmpɨ̀l | 다리 |

#### 중첩
이마스어는 동사 어간을 중첩하여 짧은 시간 동안 반복되는 동작을 표현한다. 중첩은 뒤에서 앞 방향으로 일어나며, 완전 중첩과 비어두 자음 (또는 조음 위치가 같은 비음 + 파열음 연쇄) 및 인접한 /a/가 복제되는 부분 중첩이 있다. 완전 중첩과 부분 중첩 중 어느 것이 일어나는지는 동사 어간에 따라 어휘적으로 정해져 있으며, 둘 다 일어나거나 약간 불규칙한 형태를 보이는 경우도 있다.
| 어간     | 의미   | 중첩형      |
| -------- | ------ | ----------- |
| ark-     | 부수다 | arkark-     |
| tay-     | 보다   | tacay-      |
| tɨkak-   | 당기다 | tɨkatɨkak-  |
| awkura-  | 모으다 | awkawkura-  |
| irm-     | 서있다 | irɨtɨm-     |
| wampaki- | 던지다 | wampampaki- |

### 강세
이마스어에서 강세 음절은 높은 음조와 약간 긴 모음으로 실현된다. 강세는 규칙적이며 의미 변별 기능을 하지 않는다.
주 강세는 표면형의 첫 두 음절 중 하나에 와야 한다. 기저형에서 첫 모음이 해당 조건을 만족하면 주 강세를 받으며, 첫 두 모음이 전부 삽입모음인 경우 표면형 1음절에 주 강세가 온다. 즉 주 강세가 두 번째 음절에 온다면 첫 모음은 삽입모음이거나, 첫 두 음절 사이에서 강세 위치가 자유 변이하는 경우이다. 후자는 2~3음절 단어에서, 특히 모음이 둘 다 /a/일 때 많이 나타난다.
4음절 이상 단어에서 부 강세는 3음절에 온다. 5음절 단어에서 3번째 모음이 삽입모음인 경우 뒤에서 두 번째 음절이 대신 부 강세를 받는다. 또한 특정 형태음운론적 조건에서 반드시 부 강세를 받는 경우가 있다. 여기에는 명사의 수 접미사의 모음, 접미사 -k + 명사 일치 표지가 붙은 형용동사 어간의 마지막 모음이 해당한다. 한편 동사의 대명사적 접두사는 강세를 받지 않으며, 강세 규칙의 고려 대상에서 제외된다.

## 문법

### 명사

#### 명사 부류
대부분의 이마스어 명사는 아래의 10개 부류 중 하나에 속한다. 이 중 V부류가 전체 명사의 약 절반을 차지하며, VIII부류는 20개 미만으로 가장 적다. X부류는 어간 말 자음에 따라 A/B 하위 부류로 나뉜다. I~III부류는 의미적으로, V~X부류는 형태적으로 결정되며, IV부류는 의미와 형태를 모두 기준으로 삼는다.
| 부류 | 예시                                  | 단수 표지                                   | 단수 표지          | 단수 표지 | 쌍수 표지           | 쌍수 표지               | 쌍수 표지    | 복수 표지            | 복수 표지            | 복수 표지           |
| 부류 | 예시                                  | 명사                                        | 형용사 및 소유     | 동사      | 명사                | 형용사 및 소유          | 동사         | 명사                 | 형용사 및 소유       | 동사                |
| ---- | ------------------------------------- | ------------------------------------------- | ------------------ | --------- | ------------------- | ----------------------- | ------------ | -------------------- | -------------------- | ------------------- |
| I    | namarawt '사람', apwi '아버지'        | 인간 (남성)                                 | -n (형) / -kn (소) | na-       | -(nt)rm             | -mampan (형) / -rm (소) | impa-        | -um, -i, -ŋkat, -ntt | -ump                 | pu-                 |
| II   | narmaŋ '여자, 아내', ŋay(u)k '어머니' | 인간 여성 (-maŋ)                            | -(k)nmaŋ           | na-       | -(nt)rm ~ -mprum    | -(k)nprum               | impa-        | -um, -i, -mput, -ntt | -(k)nput             | pu-                 |
| III  | numpran '돼지', yura '개'             | 고등동물                                    | -n (형) / -kn (소) | na-       | -(n)trm             | -ntrm                   | tma-         | -i, -ŋkat            | -ump                 | pu-                 |
| IV   | irpm '코코넛야자', tnum '사고야자'    | 식물 (-um)                                  | -um                | mu-       | -mul                | -mul                    | mula-        | -uŋi, -ŋkat          | -ra                  | ya-                 |
| V    | numpk '산', muŋkn '귀고리'            | -p, -k, -m, -n, -ŋ, -nt, -r, -l, -i, -y, -c | -n (형) / -kn (소) | na-       | -(n)trm             | -ntrm                   | tma-         | -ŋkat, -i, -ra, -t   | -ra                  | ya-                 |
| VI   | trŋ '이빨', muraŋ '노'                | -ŋk                                         | -ŋk                | k-        | -ŋkl                | -ŋkl                    | kla-         | -ŋki                 | -ŋki                 | kia-                |
| VII  | tanm '뼈', karm '입술, 언어'          | -mp                                         | -mp                | p-        | -mpl                | -mpl                    | pla-         | -mpat, -i, -a        | -ra                  | ya-                 |
| VIII | kay '카누', anti '땅'                 | -i, -y                                      | -i                 | i-        | -l ~ -il, -l ~ -yl  | -l ~ -il                | ila-         | -Cmpt, -i, -a        | -ra                  | ya-                 |
| IX   | trukwa '무릎', yaw '길'               | -aw                                         | -aw                | wa-       | -awl                | -awl                    | wɨla- ~ ula- | -ut                  | -ut                  | ura-                |
| X    | awruk '반디쿠트', awŋ '알'            | -uk (A) / -uŋk (B)                          | -uŋk               | ku-       | -ul (A) / -uŋkl (B) | -uŋkl                   | kula-        | -at (A) / -uŋkwi (B) | -ra (A) / -uŋkwi (B) | ya- (A) / kwia- (B) |

소수 고빈도 명사는 각각 자체적으로 하나의 부류를 이룬다.
| 의미               | 명사 표지 | 명사 표지 | 명사 표지 | 형용사 및 소유 표지 | 형용사 및 소유 표지 | 형용사 및 소유 표지 | 동사 표지 | 동사 표지 | 동사 표지 |
| 의미               | 단수      | 쌍수      | 복수      | 단수                | 쌍수                | 복수                | 단수      | 쌍수      | 복수      |
| ------------------ | --------- | --------- | --------- | ------------------- | ------------------- | ------------------- | --------- | --------- | --------- |
| '집'               | nam       | naml      | nampt     | -nm                 | -nml                | -ra                 | nma-      | nmla-     | ya-       |
| '마을'             | num       | numul     | nmkat     | -num                | -numul              | -ra                 | numa-     | numula-   | ya-       |
| '밤'               | wut       | wutntrm   | wurŋkat   | -ut                 | -ntrm               | -ra                 | ura-      | tma-      | ya-       |
| '물'               | arm       | arm       | arm       | -rm                 | -rm                 | -rm                 | ima-      | ima-      | ima-      |
| '불'               | awt       | awt       | awt       | -ut                 | -ut                 | -ut                 | ura-      | ura-      | ura-      |
| '석회'             | awi       | awi       | awi       | -ra                 | -ra                 | -ra                 | ya-       | ya-       | ya-       |
| '말, 이야기, 언어' | -         | -         | -         | -mpwi               | -mpwi               | -mpwi               | pia-      | pia-      | pia-      |
| '행동, 행위'       | -         | -         | -         | -nti                | -nti                | -nti                | tia-      | tia-      | tia-      |

고유명사는 어느 부류에도 속하지 않으며, 수에 따른 곡용이 없다.

#### 격
명사의 격은 동사 일치를 통해 표현되거나, 사격 접미사 -n ~ -nan으로 표시된다. 사격은 수단, 장소, 시간 등의 다양한 부사적 의미를 나타낸다. 이형태 -nan이 붙는 형태음운론적 조건은 다음과 같다.
- 쌍수형
- /i/로 끝나는 복수형
- VIII 및 IX 부류의 복수형
- /i, ay, l, r, n, ŋ/으로 끝나는 단수형 (이때 /nn/ 연쇄는 /n/으로 축약)

고유명사는 격에 따른 곡용이 없으나, 마을 이름은 예외적으로 가능하다.

#### 소유
소유절은 계사절로서, 소유주는 주어, 소유 대상은 후치사 kantk- '함께'의 목적어가 된다. kantk-에는 소유주의 부류 및 수에 따른 소유 표지가 붙으며, 소유 대상이 신체 부위일 경우 tak-이 대신 쓰인다. 
속격 구문의 구조는 소유주 + na + 소유 대상이다. 속격 소사 na는 강세를 받을 수 있으며, 소유 대상의 부류 및 수에 따른 소유 표지가 붙을 수 있다. 이때 1/2인칭 소유주는 소복수형 paŋkra-를 제외하면 독립 대명사와 형태가 같고, 3인칭 대명사 소유주는 아래와 같은 형태를 갖는다. 단수형 m-은 소유주의 지시 대상이 해당 절의 핵심 논항일 경우에 쓰고, 그렇지 않을 때는 na-가 쓰인다.
| 단수     | 쌍수 | 소복수 | 복수 |
| -------- | ---- | ------ | ---- |
| m- / na- | mpɨ- | kra-   | mpu- |

#### 합성 명사 및 명사구
합성 명사의 핵은 뒤에 오며, 핵이 되는 명사에 따라 합성어의 부류가 결정된다. 명사 어간을 그대로 합성하는 것은 생산적이지 않으며, 일부는 독립적으로 나타나지 않는 크랜베리 형태소로 이루어져 있다. 앞의 명사를 사격으로 만들어 합성하는 것이 일반적이나, 고유명사의 경우 격변화를 하지 않는다. 이렇게 만들어진 합성어가 두 단어짜리 구가 아니라는 사실은, 앞의 명사가 소유주나 (일치 표지가 붙은) 형용사 등의 수식을 받지 못한다는 점에서 알 수 있다. 동사 어간이 명사 핵에 합성되는 경우 비정형 표지 -ru가 붙는다. 이때 동사 어간에는 일치 또는 시상법 표지가 더 붙지 않지만, 목적어가 되는 명사와는 함께 쓰일 수 있다. 
속격 구문에서 na가 붙은 소유주는 명사 바로 앞에 와야 한다. 그러나 na 뒤에 소유 표지가 붙은 경우에는 절 안의 어디에나 올 수 있으며, 소유 대상이 맥락상 분명한 경우 해당 명사구의 생략도 가능하다. Foley (1991)에서는 표지가 붙지 않은 경우를 '(긴밀) 명사구', 표지가 붙은 경우를 '병렬 구문'이라고 본다. 이는 아래에서 설명할 형용사에 대해서도 마찬가지이다. 명사구의 또 다른 특징은 수식어와 핵어 하나씩만으로 이루어져야 한다는 점이다. 만약 소유주가 속격 구문이라면 na에 소유 표지가 붙지 않아도 문법적이기는 하나, 표지를 붙이는 쪽이 훨씬 선호된다.

### 대명사, 지시사, 의문사
이마스어 대명사는 1/2인칭과 단수/쌍수/소복수(paucal)/복수를 구별한다.
|       | 단수 | 쌍수  | 소복수 | 복수 |
| ----- | ---- | ----- | ------ | ---- |
| 1인칭 | ama  | kapa  | paŋkt  | ipa  |
| 2인칭 | mi   | kapwa | paŋkt  | ipwa |

지시사에는 화자에게 가까운 대상을 지시하는 근칭 -k '이', 청자에게 가까운 대상을 지시하는 중칭 m- '그', 화자와 청자 모두에게서 먼 대상을 지시하는 원칭 -n '저'가 있다. 지시사 어간에는 부류와 수에 따른 표지가 붙는데, 근칭과 원칭 어간에는 동사 접두사가 붙고, 중칭 어간에는 형용사 접미사가 붙는다. 이렇게 만들어진 지시사는 형용사처럼 핵어 명사를 수식하거나 대명사처럼 독립적으로 명사구를 구성할 수 있다. 근칭과 원칭 어간에 ta-, 중칭 어간에 -nti를 붙이면 장소를 가리키는 지시부사가 된다. 또 소복수 표지가 붙은 형태인 kra-k, m-ŋkt, kra-n은 3인칭 소복수 독립 대명사처럼 쓰인다.
근칭 및 중칭 장소 지시부사에 -mpi를 붙이면 방식 지시부사 takmpi '이렇게', mntmpi '그렇게'가 된다. 이 접미사는 의문사 taŋka에 붙어 (주로 이동이나 동작을 나타내는) 동사의 파생에 쓰이기도 한다. 한편 kawŋkwan- '-와 같은 것' 및 mntn- '이런 류의 ~'에는 피수식어에 일치하는 형용사 접미사가 붙는다.
의문사에는 아래와 같은 것들이 존재한다. 장소 의문사 어간 -ŋka에 찾는 대상의 부류를 동사 접두사로 표시할 수 있으나, 수는 표시할 수 없다.
| 형태         | 구조             | 의미        | 형태        | 구조             | 의미        |
| ------------ | ---------------- | ----------- | ----------- | ---------------- | ----------- |
| naw-n        | 누구-단수        | '누구'      | naw-rm      | 누구-쌍수        | '누구 둘'   |
| naw-ŋkt      | 누구-소복수      | '누구누구'  | naw-m       | 누구-복수        | '누구들'    |
| ta-ŋka       | 부사화-어디      | '어디'      | wa-ra       | 무엇-복수        | '무엇'      |
| wara-t-nti   | 무엇-비정형-행동 | '왜/어떻게' | wara-t-awt  | 무엇-비정형-단수 | '어떤'      |
| wara-wal     | 무엇-방식        | '어떻게'    | wara-mpwi   | 무엇-말          | '무슨 말'   |
| wara pucmp-n | 무엇 시간-사격   | '언제'      | wara-wampuŋ | 무엇-심장        | '무슨 바람' |
| ntuk-nti     | 얼마-행동        | '얼마'      | ntuk-mpat   | 얼마-VII복수     | '언제'      |

### 형용사 및 양화사
이마스어에서 다른 품사에 속하지 않는 형용사는 kpa '큰', yua '좋은', ma '다른' 세 개뿐이다. 형용사는 기본적으로 수식하는 명사의 바로 앞에 와야 하지만, 형용사 일치 표지가 붙으면 해당 절 내의 어디에도 올 수 있다. 한편 일부 수식어는 특정 동사에 비현실 서법 표지 -k 및 형용사 일치 표지를 붙여 만든다. 이러한 형용동사는 다른 시상법 표지 및 동사 일치 표지가 붙을 경우 기동동사('-어지다')가 된다. 이에 반해 형용사에서 기동동사를 파생시키려면 tɨ- '하다, 되다, 느끼다'와 함께 쓰여야 한다. 이때 형용사는 따로 쓰이든 동사에 포합되든 해당하는 형용사 일치 표지가 붙어 있어야 한다. -k가 붙은 상태의 형용동사도 이러한 방식으로 기동동사 파생이 가능하다. 그러나 아래 두 단어는 형용사에도 형용동사에도 속한다. 형용사 일치 표지가 붙을 때 형용동사처럼 -k가 붙지만, 기동동사 파생은 tɨ-를 통해서만 가능하기 때문이다.
| waca    | nam |  | nam | waca-k-nm           |
| 작은    | 집  |  | 집  | 작은-비현실-집.단수 |
| 작은 집 |     |  |     |                     |

| mama          | patn            |  | patn            | mama-k-n           |
| 나쁜          | 빈랑열매(V부류) |  | 빈랑열매(V부류) | 나쁜-비현실-V.단수 |
| 나쁜 빈랑열매 |                 |  |                 |                    |

일반 동사는 명사 수식 시 관계화가 필수적이나, 형용동사는 위와 같은 방식만 가능하며, 상당수는 비현실 서법 표지였던 -k가 어간의 일부로 재분석된 듯하다. 또한 일반 동사는 tɨ-를 통한 기동동사 파생이 불가능하다. 명사를 수식할 수 있는 다른 단어들에는 형용사성 명사와 속도 부사 어간이 있다. 후자는 동사에 포합되어서만 명사 수식이 가능하다.
이마스어의 고유어 수사 체계는 20진법이며, 10과 5가 보조 진수로 사용된다.
| 수사                            | 의미                                   | 값    |
| ------------------------------- | -------------------------------------- | ----- |
| mpa-SG                          | 하나-형용사 단수 표지                  | 1     |
| SG-rpal                         | 동사 단수 표지-둘                      | 2     |
| SG-ramnawt                      | 동사 단수 표지-셋                      | 3     |
| ma-DL-DL                        | 다른-형용사 쌍수 표지 x2               | 4     |
| tam                             | 다섯                                   | 5     |
| tam mawŋkwat N                  | 다섯 다른쪽 (1~4)                      | 6~9   |
| nuŋkara-wl                      | 손-쌍수                                | 10    |
| nuŋkara-wl arm-tap-mpi pamk-n N | 손-쌍수 뛰어내리-고-서 다리-사격 (1~9) | 11~19 |
| namarawt munta-k-n              | 사람 온전한-비현실-I(단수)             | 20    |
| namarawt munta-k-n N            | 사람 온전한-비현실-I(단수) (1~19)      | 21~39 |

40 이상의 수는 20을 진수로 하여 구성할 수 있겠지만, 실제 발화에서는 톡 피신 수사만이 쓰인다. 또한 단위 수사 1~4의 부류별 형태는 어느 정도 불규칙성을 갖는다. 이처럼 고유어 수사 체계는 실생활에서 사용하기에 다소 복잡하기 때문에, 젊은 세대에서는 톡 피신 수사로 대체된 실정이다.
서수사 impumpatɲawt '둘째'와 manpamarmputɲawt '넷째'는 I/II부류 기수사에, tamunumputɲawt '셋째'는 III/V부류 기수사에 각각 -ɲawt을 붙여 만든 형태이다. kaŋkran '첫째'는 '전에'라는 뜻도 있다. nawt '마지막'은 보통 1을 비롯한 다른 수사와 함께 쓰이며, 다른 맥락에서는 '전형적인, 진정한'이라는 의미를 갖는다. 서수사는 일치 표지가 붙지 않으며, '첫째'와 '마지막'을 제외하면 생물 (인간) 명사만 수식할 수 있다. 부사성 수사에는 mparuŋkut '한 번'과 tukrpatn '두 번'이 있으며, 3 이상의 수는 kŋki '번'(VI부류 복수)를 수식하는 식으로 만든다. 쌍수형 kŋkl k-rpal '두 번'도 쓰인다. 형태가 변하지 않는 양화사 muntak '많은'과 ntuknti '얼마'와 달리 mpatnpa- '적은'은 부류에 따라 복수 형용사 일치 표지가 붙는다.

### 동사

#### 논항 표시 체계
핵심 논항의 격을 나타내는 동사의 대명사적 접두사는 아래 표와 같다. 부류와 수에 따른 동사 일치 표지는 S, O, T의 역할을 표시할 때만 쓰인다. 1/2인칭 표지는 (주격-대격에 가까운) 삼분할 체계를 따르고, 3인칭 표지는 능격-절대격 체계를 갖는다. 또한 1인칭 쌍수 표지는 A와 O가 동일한 타동격 체계를 보인다. 따라서 이마스어의 정렬 유형은 인칭에 따른 분열 능격 체계라고 할 수 있다.
|       |        | A           | S                | O           | D                |
| ----- | ------ | ----------- | ---------------- | ----------- | ---------------- |
| 1인칭 | 단수   | ka-         | ama-             | ŋa-         | ŋa-              |
| 1인칭 | 쌍수   | ŋkra-       | kapa-            | ŋkra-       | ŋkra-            |
| 1인칭 | 소복수 | kay-...-ŋkt | paŋkra-(...-ŋkt) | kra-...-ŋkt | kra-...-ŋkt      |
| 1인칭 | 복수   | kay-        | ipa-             | kra-        | kra-             |
| 2인칭 | 단수   | n-          | ma-              | nan-        | nan-             |
| 2인칭 | 쌍수   | ŋkran-      | kapwa-           | ŋkul-       | ŋkul-            |
| 2인칭 | 소복수 | nan-...-ŋkt | paŋkra-(...-ŋkt) | kul-...-ŋkt | kul-...-ŋkt      |
| 2인칭 | 복수   | nan-        | ipwa-            | kul-        | kul-             |
| 3인칭 | 단수   | n-          | na-              | na-         | -(n)akn ~ -(n)ak |
| 3인칭 | 쌍수   | mpɨ-        | impa-            | impa-       | -mpn ~ -rmpan    |
| 3인칭 | 소복수 | ŋkl-        | kra-             | kra-        | -ŋkan            |
| 3인칭 | 복수   | mpu-        | pu-              | pu-         | -mpun ~ -mpan    |

3인칭 여격 접미사의 오른쪽 이형태는 뒤에 다른 접미사가 붙을 때 사용된다. 마찬가지로 1/2인칭 소복수 표지 -ŋkat은 뒤에 접미사가 더 오면 -ŋkan이 된다. 1인칭 A와 2인칭 단수 O/D는 단일 접두사 kampan- (어두) ~ mpan-으로 표시되며, 이때 1인칭 논항의 수에 맞는 독립 대명사를 따로 쓰지 않으면 단수로 취급된다. 2인칭 소복수 A는 O가 1인칭이면 paŋ-...-ŋkt 형태로 표시된다. 한편 2인칭 소복수 O는 A가 1인칭이면 paŋ-kul-...-ŋkt과 같이 표시된다.
선형 순서도 이마스어 논항 표시에서 중요한 기준이 된다. 일치 표지는 3인칭 O < 3인칭 A < 2인칭 < 1인칭 순으로 동사 어간에 가까이 붙는다. 이에 따라 3인칭 A 표지가 1/2인칭 O 표지보다 앞에 붙어 어두에 오게 되는 경우, 3인칭 O 표지가 대신 나타난다. 그러나 3인칭 복수 A - 1인칭 단수 O인 경우에는 예외적으로 3인칭 A 표지가 어두에 올 수 있다. 한편 1/2인칭 S 논항이 서법 표지로 인해 어두에 표시되지 못하는 경우 A 표지가 대신 붙으며, 따라서 1/2인칭은 주격-대격 체계를 기반으로 하고 있다고 볼 수 있다. 
계사의 형태는 아래와 같다. VI ~ X 부류 단수형에서 앞의 것은 눈에 보이는 대상, 뒤의 것은 눈에 보이지 않는 대상에 사용한다.
|                    | 단수        | 쌍수     | 복수      | 소복수    |
| ------------------ | ----------- | -------- | --------- | --------- |
| 1인칭              | amayak      | kapayak  | aypak     | paŋkrayak |
| 2인칭              | amyak       | kapwayak | (p)aypwak | paŋkrayak |
| 3인칭              | anak        | aympak   | (p)apuk   | akrak     |
| III부류            | anak        | antmak   | (p)apuk   |           |
| IV부류             | amuk        | amulak   | arak      |           |
| V부류              | anak        | antmak   | arak      |           |
| VI부류             | kak / akk   | aklak    | akiak     |           |
| VII부류            | papk / apk  | aplak    | arak      |           |
| VIII부류           | aykk / ayk  | alak     | arak      |           |
| IX부류             | ayak / yak  | awlak    | awrak     |           |
| X부류              | kawk / akuk | akulak   | arak      |           |
| nam '집'           | anmak       | anmlak   | arak      |           |
| num '마을'         | anumak      | anumlak  | arak      |           |
| wut '밤'           | awrak       | antmak   | arak      |           |
| arm '물'           | aymak       | aymak    | aymak     |           |
| awt '불'           | awrak       | awrak    | awrak     |           |
| awi '석회'         | arak        | arak     | arak      |           |
| '말, 이야기, 언어' | apiak       | apiak    | apiak     |           |
| '행동, 행위'       | antiak      | antiak   | antiak    |           |

#### 시상법
이마스어 정형동사는 반드시 시제가 표시되어야 한다. 시제 표지는 어간과 소복수 또는 여격 접미사 사이에 온다. 이마스어 동사의 시제 범주는 아래와 같이 아홉 가지의 구분이 있다. 비현실법은 엄밀히는 시제가 아니라 서법이지만 시제 표지와 같은 위치에 표시되므로 같게 취급한다. 현재 시제는 따로 표지가 없고 세 가지 상 접미사로 나타나므로 이 역시 시제처럼 취급한다.
| 시제     | 시제     | 시제     | 표지                                      | 기능                                                       |
| -------- | -------- | -------- | ----------------------------------------- | ---------------------------------------------------------- |
| 비현실법 | 비현실법 | 비현실법 | -k ~ -ŋk (비음 뒤)                        | 전설상의 과거, 예정되지 않은 미래, 가정문의 귀결절, 계사문 |
| 현실법   | 과거     | 원과거   | -ntut (어말) ~ ntuk                       | 최소 5일 전                                                |
| 현실법   | 과거     | 중과거   | -kiantut (어말) ~ -kiantuk                | 2일 ~ 수 년 전, 원과거보다 생생한 과거                     |
| 현실법   | 과거     | 근과거   | -nan                                      | 어제                                                       |
| 현실법   | 현재     | 완망상   | -r (어말에서 구개음화되면 탈락)           | 오늘 이미 일어난 사건                                      |
| 현실법   | 현재     | 비완망상 | na-...-nt (간혹 생략 가능)                | 현재 일어나고 있는 사건                                    |
| 현실법   | 현재     | 습관상   | -war                                      | 규칙적이고 자연적으로 일어나는 사건                        |
| 현실법   | 미래     | 근미래   | na-(드물게 ka-)...-kia-k (어말) ~ -kia-nt | 내일                                                       |
| 현실법   | 미래     | 원미래   | -kr                                       | 2일 후 ~                                                   |

- 접미사 -kia는 야트믈어 미래 시제 표지 -kɨyə에서 온 것으로 보이며, 근미래와 중과거 표시에 쓰인다. 이는 이마스인들이 전통적으로 하루의 경계를 해질녘으로 간주하기 때문이다. 낮을 기준으로 하면 가까운 미래는 ('다음날'에 속하는) 밤 시간이 되고, 가까운 과거가 아닌 (즉 '어제'에 속하지 않는) 밤은 최소 이틀 전이 되는 것이다. 그러나 영어 및 톡 피신의 영향으로 젊은 세대에서는 이러한 시간 지시에 혼란이 생기기도 한다. 한편 야간에 일어나는 사건에 대해서도 종종 -kia가 쓰이며, 이때는 다른 시제 표지와 조합되기도 하므로, 엄밀히 말해 독립적인 시제 표지라고 하기는 어렵다. 예를 들어 전설 속에서 생생한 과거를 표현하기 위해 -kia와 비현실법 -k가 조합될 수 있다. 그렇지만 전날 밤에 일어난 사건에 대해서는 -kia 대신 현재 완망상과 wut '밤'이 조합되어 쓰이고, 밤에 일어나고 있는 사건에 대해서는 비완망상 표지만 쓰인다.[49]

이에 더해 이마스어에서는 아래와 같은 상 접미사가 시제 표지 앞에 나타날 수 있다. 상을 표시하는 다른 방법으로는 상 부사어를 동사에 포합시키는 것이 있다. 
- 완결상 -rapi ~ -tapi (비음 뒤에서는 필수): 완결된 사건
- 지속상 -naŋ ~ -na (비음으로 시작하는 접사 앞): 자세나 이동 등의 지속
- 즉시상 -mpa: '방금, 아직, 바로, 이제' (현재 완망상, 비완망상, 명령법과만 조합 가능)

이마스어의 서법 범주는 크게 양상과 발화수반력으로 나뉜다. 양상은 시제의 비현실법 / 현실법 대립에 더해 다음과 같은 어두 접두사들로 표현된다. 이중 ta-와 ant-는 아래의 표와 같이 어두 논항 일치 표지에 영향을 준다. 한편 ka-가 V/VII/VIII부류 복수 표지 ya- 앞에 오면 해당 표지는 ra-로 나타난다.
- 부정 ta-
- 가능 ant-: 일어날 수 있지만 일어날 법하지 않은 사건
- 개연 ka-: 일어날 법하지만 확실하지는 않은 사건 (과거, 완망상, 비현실법과 함께 쓰일 수 없음, 명령법/권유법과 함께 쓰이면 3인칭 간접명령)

| 인칭      | 수          |
| --------- | ----------- |
| 1/2인칭 A | 단수 -Ø     |
| 1/2인칭 A | 쌍수 -rm    |
| 3인칭 pu- | 소복수 -ŋkt |
| 3인칭 pu- | 복수 -ump   |

- 위의 수 접미사는 소복수 표지 뒤에 붙으며, 이때 소복수 표지는 어중형 -ŋkan으로 나타나기도 하며, 비어두 논항을 지시한다.
- 긍정문의 2인칭과 3인칭 단수 S는 형태가 같은데, 부정문에서는 각각 pu-n-과 pu-로 나타나 구별된다.
- 타동사에서는 더 앞에 붙는 논항이 수 접미사로 표시되고, 이때 3인칭 단수 A를 제외하면 단수 표지는 -nak이다.
- 타동사에서 3인칭 표지 pu-는 뒤에 붙는 논항이 1인칭, 2인칭 쌍수, 2인칭 복수 O, 3인칭 비단수 A일 경우 나타나지 않는다.
- 가능법 표지 ant-는 3인칭 표지 pu-를 붙이는 대신 결합형 anan-(단수), ampɨ-(쌍수), ampu-(복수)로 나타난다.
- 비인간 논항인 경우 수 접미사 대신 부류와 수에 따른 소유 및 형용사 표지가 붙는다.
- 긍정문에서 1인칭 A와 2인칭 O 조합은 후자만 동사에 표시되므로, 부정문에서도 2인칭 O 표지와 함께 해당 논항의 수에 따른 수 접미사가 붙는다.
- 1인칭 A와 2인칭 O/D의 조합은 mpan-으로 표시되며 수 접미사는 붙지 않는다.
- 이중타동사에서는 언제나 T 논항이 수 접미사로 여격 접미사 뒤에 표시된다.

계사의 부정형은 인칭, 부류, 수에 관계없이 등치문에서는 tampan, 소유문(kantk- + 계사)에서는 kayak이다. 후자는 부정의 대답에 쓰이는 감탄사이기도 하다. 이마스어에서 부정은 절 단위로 동사에 나타나며, 구나 단어 단위의 부정은 없다. 그러나 위와 같이 부정의 체계가 복잡하기 때문에, 젊은 세대일수록 톡 피신에서 차용한 후접어 ina '안'을 긍정형 동사 앞에 붙이는 식의 부정문을 사용한다. ina는 주로 등치문에서 tampan 대신 사용되지만, 소유문의 kayak을 제외한 모든 동사에 적용 가능하다.
평서문과 의문문은 형태적으로 구별되지 않으며, 각각 문미의 가파른 하강 및 상승 억양으로 나타난다. 의문문은 평서문 뒤에 높은 상승조로 발음되는 문미 소사 a를 붙여 만들 수도 있다. 한편 발화수반력은 명령법과 권유법에서 문법적으로 표현된다. 명령법 표지는 -n (어말) ~ -na이며, 2인칭 S/A 논항의 수에 따른 접두사가 함께 붙는다. 그 형태는 단수 Ø-, 쌍수 naŋk-, 복수 naŋ- (/ŋ/ 또는 간혹 /k/ 앞, 간혹 후행 자음의 조음위치에 동화) ~ na-이며, 소복수는 복수 접두사와 소복수 표지의 조합으로 표현된다. 그러나 1인칭 비단수 O/D 접두사가 뒤따를 경우 수 구별이 사라진 na- ~ ŋa-로 대체되며, 이는 비단수 명령형에서 1인칭 단수 접두사가 뒤따르는 경우에도 사용할 수 있다. 타동사 명령형의 O나 T는 부정문 접미사와 같은 방식으로 표시되나, 3인칭 인간 단수 표지는 -ak이다.
권유법은 명령법과 같은 접미사로 표시되지만, 1인칭 S/O 논항의 수에 따라 접두사 anta-(단수), aŋka-(쌍수), ay-(복수)가 붙는 점이 다르다. 의미적으로는 청유에서 강한 의지까지 다양한 발화행위를 포괄한다. 권유법 접두사 뒤에는 2인칭 비단수 O/D가 접두사로 표시될 수 있는데, 이때 권유법 접두사는 수에 관계없이 단수형이 쓰인다. 2인칭 단수 O/D의 경우 결합형 권유법 접두사 ampan-으로 표시된다. 부정 명령법은 두 가지 방식으로 만들 수 있다. 젊은 세대는 논항 표지가 붙지 않은 비현실법 동사 뒤에 pack '말라'를 붙이는 방식을 사용한다. 부정 권유법은 이같은 방식으로만 만들 수 있다. 나이 든 세대에서는 동사의 부정형에서 ta-를 apu-로 대체하는 방식을 사용하는데, 단수 명령형의 경우 논항 표지가 Ø-라는 점만 예외적이다.

#### 파생 및 포합
이마스어는 다른 언어에서 문장으로 나타낼 법한 복잡한 의미를 단어 하나에 담을 수 있는 다종합어(polysynthetic language)의 특징을 갖는다. 앞서 살펴본 논항 및 시상법 표지는 동사 어간(theme) 하나마다 붙어 동사를 이룬다. 어간은 최소 한 개의 동사 어기(stem)에 선택적으로 접사가 붙거나 부사가 포합되어 만들어진다. 어기는 단 하나의 동사 어근(root)에 선택적으로 파생 접사가 붙어 형성된다.
이마스어 동사는 형식적 타동성과 어휘적 결합가를 분리해서 생각하는 것이 좋다. 즉, 동사 어간에 붙는 논항 표지의 수에 따라 자동사(1개), 타동사(2개), 이중타동사(3개)를 구분할 수 있는 한편, 동사 어근마다 의미적으로 가능한 논항의 수에 따라 1가, 2가, 3가로 나뉜다. 특정한 의미적 조건을 만족하는 경우가 아니라면, 어간의 타동성은 보통 어간을 이루는 어기들의 결합가 중 가장 높은 것을 따른다.
동사 어근에서 어기를 파생시키는 방법에는 다음과 같은 것들이 존재한다.
- 결합가 감소: 상호화 tɨ-
- 결합가 증가: 사동화, 소유주 상승, 사격어 승급
- 중첩: 반복 동작 (예외: tay- '보다'의 부분중첩 taray-는 필수 포합 부사)
- 명사 포합(incorporation)

2가나 3가 동사의 재귀화는 별다른 표지 없이 자동사로 만들어서 표현한다. 목적어가 특정 신체 부위나 사물로 표현할 수 없는 자기 자신인 경우, 자동사로 만들고 재귀대명사 panawt-ɲan을 사용한다. 아래와 같이 일부 어근은 대응하는 사동사 어근이 어휘적으로 존재한다.
| 주동사   | 의미   | 사동사  | 의미         |
| -------- | ------ | ------- | ------------ |
| mal-     | 죽다   | tu-     | 죽이다       |
| awa-     | 불타다 | ampu-   | 불태우다     |
| awkawpc- | 끓다   | tumpaŋ- | 끓이다       |
| wuray-   | 굽다   | tapak-  | 구부러뜨리다 |
| aypu-    | 눕다   | tɨ-     | 눕히다       |
| irm-     | 서있다 | ta-     | 세우다       |
| tay-     | 보다   | tkam-   | 보여주다     |

비생산적인 사동화 접미사 -ara(기동형) 및 -aca(사동형)는 kumprak- '부수다', kkrak- '풀다', kamprak- '꺾다'를 제외하면 어근에 항상 결합한 상태로 나타나며, 종종 기동형과 사동형 간에 어근 형태 차이가 있다. 생산적인 사동화는 tal- '잡고 있다' 및 tmi- '말하다'를 어근 앞에 붙여 만드는데, 전자는 직접사동, 후자는 간접사동을 표현한다. tal-은 /t/나 /y/ 앞에서는 필수적이고 나머지 환경에서는 tar-와 자유 변이를 보이지만 /ar/로 시작하는 어근 앞에서는 t-로 축약된다. tal-이 무표적인 사동이지만, 2가 동사의 경우 tmi-를 통해서만 드물게 사동화되며, 보통은 간접명령보어로 나타낸다. 형용사 뒤에 tɨ-를 붙여 만든 기동동사는 사동화 접두사가 주로 tɨ- 앞에 붙지만, 형용사 앞 또는 양쪽에 다 붙는 것도 가능하기는 하다. 한편 형용동사는 tɨ- 없이도 바로 사동화가 가능하다. 유발자 논항이 유정물인 경우 유발자를 사동사의 A로 만드는 편이 선호되나, 무정물인 경우 보통 기동동사의 사격어로 표현한다.
1가 또는 2가 동사에서 절대격 (S 또는 O) 논항의 유정물 소유주는 D로 표시될 수 있다. 이러한 소유주 상승 작용은 논항 표지의 추가 외에는 별다른 표지가 없다. T가 되는 절대격 논항은 일반적으로 신체 부위이지만, 피부에 붙어 있거나 가까운 것들 내지는 신체 부위처럼 그 사람에게 고유한 것들로 확장될 수 있다.
사격어를 핵심 논항으로 승급시키는 접사에는 다음과 같은 것들이 있다.
- 공동 taŋ-: 후치사 kantk의 목적어로 표현되는 행위의 동참자나 소유 대상, 또는 목적어의 소유주
- 수혜 -ŋa: 현장에 없는 등의 이유로 행위의 동등한 참여자가 아닌 수혜자
- 방향 ira-: 후치사 nampan의 목적어로 표현되는 행위나 상태의 지향점
- 주시 taŋkway-: 행위자의 주시 대상 (포합 부사로도 쓰임)
- 운반 pampay-: 행위자의 운반 또는 동반 대상
- 추종 tur-: 행위자가 특정 지향점으로 쫓는 대상 (포합 부사로도 쓰임)

승급된 논항 표지는 2가동사에서 O, 3가동사에서 D이다. 소유 대상이 공동격 승급을 받는 경우 동사는 계사 대신 taw- '앉아있다'가 쓰인다. 목적어 소유주가 공동격 승급을 받는 경우 수혜자(benefactive)나 피해자(malefactive)라는 함의를 갖는다. 이미 논항 표지 자리가 다 찬 경우 수혜격 논항은 후치사 nampan '때문에'의 목적어로 사격어 실현이 강제된다. 
형용사 및 형용동사의 포합을 제외하면, 명사의 포합은 드문 편이다. 이마스어의 포합 명사는 독립 명사로도 나타날 수 있다는 점에서 다른 언어들과 다르다. 포합된 명사는 보통 논항으로 취급되지 않으므로 결합가와 타동성에 영향을 미치지 않으며, 포합 전에도 후에도 앞서 기술한 어간 파생법을 적용할 수 있다.
동사 어기에서 어간을 파생시키는 방법에는 연속 동사 구문, 부사 포합, 승강/방향 표지가 있다. 연속 동사 구문(serial verb construction)은 둘 이상의 동사 어기가 하나의 어간을 이루는 것으로, 단순 병치되는 경우 동시적 또는 시공간적으로 긴밀한 인과적 관계를 나타낸다.동시적 사건은 포합 부사 yakal-이나 nanaŋ과 함께 쓰이거나 어근 중 하나가 중첩되는 일이 흔하다. 이때 중첩된 어기가 나타내는 사건은 그렇지 않은 어기가 나타내는 사건이 일어나는 동안 반복적으로 일어난 것이다. 또한 동시적 사건을 나타내는 어기들은 형태소 -ra로 연결되기도 한다.
한편 어기들이 형태소로 -mpi 연결되는 경우 인과관계가 약하거나 시간차를 두고 연속되는 사건을 표현한다. 이 형태소는 마찬가지로 연속되는 사건을 표현하는 의존동사 표지로도 사용되나, 그 경우에는 두 개의 사건이 각각 별개의 동사로 나타난 것이다. 반면 연속 동사 구문은 하나의 단어로 취급되기 때문에 두 동사 사이에 다른 단어가 들어갈 수 없고, (부정의 범위와 관계없이) 부정 표지를 비롯한 시상법 및 일치 표지도 전체 동사에 
걸쳐 한 번만 나올 수 있다. 기본 이동 동사 wa- '가다' 및 ya- '오다' 뒤에는 -mpi 대신 -ka가 온다. 셋 이상의 어기로 이루어진 연속 동사 구문은 발견되지 않는다.
tal- '잡고 있다'나 tay- '보다'는 단순 병치 연속 동사 구문의 마지막 어기로 쓰여, 바로 앞의 어기에 대해 '-기 시작하다'와 '-어 보다'라는 의미를 더할 수 있다. tɨ- '하다, 느끼다, 되다'는 단순 병치 연속 동사 구문의 첫 어기로 tia- '행위, 행동'과 함께 쓰여, 뒤따르는 사건이 예상보다 크게 일어남을 강조하거나, 의문사waratnti '어떻게'가 들어간 의문문을 만드는 데 사용된다. 후자는 해당 의문사의 형태가 -nti '행위, 행동' 표지가 붙은 명사 꼴이기 때문이다.
동사에 포합되는 부사에는 포합으로만 나타나는 기본 부사와 독립 부사로도 나타날 수 있는 파생 부사가 있다. 포합 부사는 어간의 맨 앞에만 올 수 있으나, 결합가를 증가시키는 어기 파생 접사로 쓰이는 경우 해당 어근 앞에 온다. 포합 부사에는 다음과 같은 것들이 있다.
| 필수 포합 부사 | 의미/기능                      | 선택 포합 부사 | 의미                   | 어근                     |
| -------------- | ------------------------------ | -------------- | ---------------------- | ------------------------ |
| yakal-         | 행위의 계속                    | kpanti         | '크게'                 | kpa '큰'                 |
| nanaŋ-         | 사건이나 상태의 오랜 지속      | yuanti         | '잘'                   | yua '좋은'               |
| pay-           | '먼저, 일단'                   | mamanti        | '나쁘게, 못'           | mama '나쁜'              |
| taŋkway-       | 주시 '주의 깊게'               | mampi          | '다시'                 | ma '다른'                |
| taray-         | '자유롭게, 말끔히, 풀어'       | makcmpi        | '조용히, 몰래'         | makɲc- '조용히 걷다'     |
| kwanan-        | '나쁘게, 잘못, 아무 이유 없이' | praŋkampi      | '졸린 채로, 눈을 감고' | pramuŋ- '자다'           |
| kwanti-        | '오늘, 지금'                   | kalcmpi        | '강하게, 힘으로'       | kalc- '강하다, 단단하다' |
| pwi-           | '나중에, 그러고서'             | pampaŋpi       | '정확히'               | pampaŋ- '정확하다'       |
| mamaŋ-         | '천천히'                       | ...            | ...                    | ...                      |
| kaykaykay-     | '빨리'                         | ...            | ...                    | ...                      |

한편 절대 포합되지 않는 부사에는 tak '여기', mnti '저기', taŋka '어디', wara '무엇'에서 각각 파생된 takmpi '이렇게', mntmpi '저렇게', taŋkampi '어디로', waratnti '어떻게'가 있다.
승강 및 방향 표지에는 다음과 같은 것들이 있다.
- 상승 wi-
- 하강 l-
- 내부 ma- (수풀, 호수, 집 등)
- 내부 kaw- (카누, 수로, 집 등)
- 외부 tu-
- 직행 kawku-
- 방황 tra-

이 표지들은 사건이 발생하는 고정된 좌표를 표시하기도 하고, 이동 접미사 -pu (떠나는 이동) 또는 -pra (향하는 이동)과 함께 쓰여 행위의 방향성을 나타내기도 한다. 이동을 의미하는 동사인 경우 이동 접미사는 사용하지 않을 수도 있다. 승강 및 방향 표지가 직시하는 위치는 의미적으로 S와 O 논항에만 해당한다는 점에서 이마스어의 능격성을 드러낸다. 즉 행위자의 행위가 특정한 위치의 대상에 작용하기 때문에 방향성을 갖게 되는 것이다.
이상의 동사 형태론을 종합하면 다음과 같이 형식화할 수 있다.
1. 동사 = (서법) + ((논항){\displaystyle ^{n}}) + (na-) + 동사 어간 + (상) + (-kia) + 시제 + (소복수) + ((논항){\displaystyle ^{3-n}})
2. 동사 어간 = ((포합 부사){\displaystyle ^{n}}) + (승강/방향) + (결합가) + ([동사 어기 + ({-mpi/-ra})]{\displaystyle ^{n}}) + 동사 어기 + (결합가) + (이동)
3. 동사 어기 = (결합가) + (포합 명사) + 어휘적 동사 어근

#### 명사화
이마스어 동사의 명사화 방식에는 크게 비정형 명사화와 정형 명사화가 있다. 전자는 동사의 시제 표지 자리에 접미사 -ru를 넣어 만든다. 이때 그 앞에 접미되는 상 표지나 -kia 등의 표지는 붙을 수 있으나, 어간에 접두되거나 시제 표지 자리 뒤에 접미되는 표지들은 모두 붙을 수 없게 된다. 음운론적 비강세 u 탈락 규칙이 적용될 때 외에도, 비정형 명사화 표지의 모음 /u/는 후행하는 접미사가 모음이나 /w/로 시작할 때 반드시, 그리고 /n/으로 시작할 때 자주 탈락한다. 한편 /r/는 유음 강화 규칙이 적용될 때 외에도 비음에 후행할 때, 혹은 /u/가 /w/로 인해 탈락했을 때 /t/로 강화된다. 또한 구개음화 규칙이 적용되는 경우 /c/가 된다. 비정형 명사화된 동사가 동사 + 명사 합성어에 쓰이는 경우 /r/는 항상 /t/로 실현되며 /u/는 항상 탈락한다.
행위자를 나타내는 비정형 명사화는 동사 뒤에 성과 수에 따라 다음과 같은 표지가 추가로 붙는다.
|        | 남성    | 여성    |
| ------ | ------- | ------- |
| 단수   | -awt    | -maŋ    |
| 쌍수   | -mampan | -mprump |
| 소복수 | -ŋkt    | -ŋkt    |
| 복수   | -mat    | -nput   |

여성 비단수 표지는 여성으로만 이루어진 집단에 사용된다. 남성 행위자 표지는 동물 및 무정물에도 사용된다. 행위자 명사화는 상습적이거나 전형적인 행위를 하는 대상을 의미한다. 이외에도 행위자 표지는 다양한 용도가 있는데, 예컨대 (사격 표시 여부에 관계없이) 장소어에 붙어 그곳에 관련된 사람을 가리킬 수 있다. 또 어근 pan-에 붙어 강조 대명사 '자신'을 만들 수 있다. 이 대명사는 사격 표지가 붙기도 하며, 인칭을 표시하려면 앞에 독립 대명사 또는 지시사를 사용한다.
보문절은 -ru로 명사화된 동사와 보문절 표지의 합성어 형태로 만든다. 보문절 표지에는 발화나 생각을 나타내는 -mpwi, 바람을 나타내는 -wampuŋ '심장'(V), 일회적 행위를 나타내는 -nti, 습관적 행위나 기술, 관습을 나타내는 -wal '습관'(V)이 있다. 보문절은 주절의 S, O, T로 기능할 수 있으며, 명사 논항처럼 동사에 표시 가능하다. 보문절은 대체로 주절 동사에 선행하나 후행할 수도 있으며, 보문절 내의 논항 역시 보문절 바깥에 나타날 수 있는데, 이 경우 주절 동사에 표시 가능하다. 보문절의 S나 A 논항은 명사화된 동사에 직접 표시될 수 없으며, 소유 표지 na를 이용해 연결된다. 이렇게 표현된 보문절의 '주어'는 명사구의 소유주와 동일하게 행동하는데, 보문절이 주절의 S (간혹 O나 T) 논항으로 기능할 때, 혹은 지시체가 주절의 A나 D 논항과 동일할 때 주어는 표시되지 않는다. 보문절의 주어와 관련한 제약들을 피하기 위해서는 직접인용이 활용된다.
목적절은 보문절과 비슷하지만 주절 동사의 핵심 논항으로 기능하지 않는다는 점이 다르다. 목적절의 동사는 비현실법 접미사 -(ŋ)k로만 표시되며, '주어'는 주절의 인간 논항과 동일하고 따로 표현되지는 않는다. 또한 보문절과 달리 밤 시간을 나타내는 접미사 -kia가 붙을 수 있다. 목적절이 나타내는 행위가 화행 직후 즉시 수행될 예정인 경우 목적절 대신 발화 보문절 + 즉시상 접어 mpan의 조합으로 표현한다.
비정형 관계절은 관계절의 핵어에 따라 행위자 명사화에서와 동일한 표지 또는 비인간 부류 일치 표지를 비정형 명사화된 동사 뒤에 붙여 만든다. 예외적으로 III부류 및 V부류 단수에 일치할 때는 부류 표지 대신 행위자 표시가 붙으며, 이는 사격절에서도 동일하다. 비정형 관계절은 정형 관계절과 달리 대상의 속성이나 특징적 행위를 나타내며, 관계화 가능한 논항도 A나 S로 제한된다. 그러나 -ru 대신 후치사 -kakan으로 만드는 부정형의 경우 이러한 제약이 없다. 이 부정형 표지는 사격절에도 사용되며, I, III, V부류 표지는 이 표지 뒤에서 영형태가 된다.
비정형 사격절은 비정형 명사화된 동사 뒤에 일치 표지 및 사격 표지를 붙여 만들며, 이때 일치하는 대상은 해당 절의 A나 S 논항이고 주절에 드러나 있지 않을 수 있다. 주절의 동사에 -kia가 붙은 경우 사격절에도 반드시 -kia가 붙는다. 긍정형의 경우 동시에 일어나는 사건, 부정형의 경우 조건문과 같이 같은 시간적 틀 안에서 일어나지 않을 사건을 표현한다. 부정 비정형 사격절의 핵심 논항은 긍정형과 달리 동사 뒤에 올 수 없다.
정형 관계절은 보통 완전히 굴절한 동사 앞에 중칭 지시사 어간 m-를 붙이고 끝에 부류와 수에 따른 형용사 일치 표지를 붙여 만든다. 관계화된 명사는 논항 표지가 아니라 이 일치 표지로만 표시된다. 인간 및 III, V부류 단수 명사는 S/A일 때 -n 대신 영형태, O일 때 -nak으로 일치한다. A가 관계화된 경우 O/D는 1/2인칭인 경우에만 표시 가능하다. D가 관계화되는 경우는 거의 없지만 된다면 관계화 표지 m-도, 일치 표지도 나타나지 않아 형태론적으로 주절 동사와 동일하다. 장소를 나타내는 사격 논항이 관계화되면 IX부류 단수 일치 표지 -a와 사격 표지 -n이 붙고, 관계화된 명사가 명시적으로 나타나는 대신 장소부사 등이 쓰인다. (비정형 관계화도 가능한데, 이 경우 관계절이 나타내는 행위를 위해 존재하는 장소라는 의미를 갖는다.) 동사의 부정형을 정형 관계화시키면 중의성이 발생할 수 있으므로, O를 동사에 표시하지 않는 식으로 우회한다. 정형 관계절의 위치는 자유로우며, 논항뿐 아니라 소유주나 소유 대상에 대해서도 관계화가 가능하다. 관계절 표지 m-이 없는 정형 관계절은 동사 어간 + 시제 접미사 (및 -kia) + 일치 표지 외에 논항 표지나 명사 논항 등이 허용되지 않는다. 이러한 관계절에는 보통 핵어 명사도 없지만, 형용동사가 관계화된 경우 명시적 핵어가 존재한다. 이 경우 시제 접미사는 주로 비현실법 -k이다.
지각동사의 보어는 세 가지 방식으로 표현된다. 첫째는 지각되는 사건의 S나 A를 주절 동사의 O로 취급하고, 지각되는 사건은 이 O를 수식하는 정형 관계절로 표현하는 것이다. 이때 관계절의 동사는 실제 시간과 관계없이 비완망상으로만 표시될 수 있다. 정형 관계절 대신 비정형 사격절을 사용할 수도 있다. 마지막으로 정형절이지만 비정형 보문절 표지 -nti '행위'나 -wal '관습'을 붙이는 방식이 있다. 이때 동사의 시제는 주절 동사와 동일해야 하며, 논항 표지나 정형절 표지 m- 등이 붙지 못한다. 이 방식은 지각된 사건을 완결된 사건으로 본다는 점에서, 여전히 진행 중이고 지각되고 있다고 보는 나머지 방식들과 다르다.
정형 사격절은 일반적으로 정형 관계절에 사격 표지를 붙여 만든다. 장소를 나타내는 사격절은 IX부류 단수 표지 -a로 일치하고, 시간을 나타내는 사격절은 pucm '시간'에 일치하듯이 VII부류 단수 표지 -mp로 일치한다. 간혹 시간 사격절은 절을 관계절로 만드는 대신 사격 표지를 바로 붙여서 만들 수 있는데, 모호한 의미를 표현한다. 정형 시간 사격절은 순차적 관계 또는 부분적인 동시적 관계를 표현한다. 사격절의 어순은 사건의 선후관계를 반영한다. 인과관계는 시간 사격절에 맥락을 통한 추론으로만 덧붙으며, 조건절이나 가정절은 시간 사격절의 시상법을 달리함으로써 표현한다. 가정절은 일어나지 않은 사건을 가정하거나 일어난 사건이 일어나지 않았다고 가정할 수 있으며, 가정절에 뒤따르는 주절 동사는 항상 가능법 표지 ant-가 붙는다. 양보절은 정형 사격절을 긍정, 주절을 부정으로 둠으로써 표현한다. 한편 방식을 나타내는 사격절은 일치 표지와 사격 표지 대신 -nti '행위'를 붙여 만든다. 이때 사격절의 동사 어간에는 tɨ- '하다'가 들어간다. m-이 없는 관계절 및 후치사 nampayn '-처럼'을 사용해서도 방식을 표현할 수 있다.

### 기타 품사
장소부사에는 kwantayn '멀리', warpayn '가까이', tantukwan '혼자', payŋkan '왼쪽', ampan '오른쪽'이 있다. 장소 후치사는 대부분 사격 목적어를 취하며, 일부는 보통명사의 사격형이다. 그러나 nampan '향하여, 위하여, 인하여', nampayn '-처럼', naŋkun '집으로', kantk '-와, 함께'는 목적어를 사격으로 취하지 않는다. 이 중 앞의 세 후치사는 대명사 목적어를 소유 접두사로 표시하지만, kantk은 독립 대명사를 받는다.
일반 시간부사에는 muntawktn '처음에', kaŋkran '전에, 먼저', tampin '후에, 나중에', mpa '지금, 이미'가 있다. 이마스어에서 하루는 다음과 같이 나뉜다.
- 5시 ~ 6시: kratut '동틀녘'
- 6시 ~ 9시: tumpntut '아침'
- 17시~ 19시: aŋkayapan '늦은 오후'
- 19시 ~ 5시: wut '밤'

9시부터 17시까지의 낮 동안은 tmal '태양, 낮'에 해당하며, 정오 무렵은 kpa tmal '큰 태양', 자정 무렵은 kpa wut '큰 밤'이라고 표현한다.
이마스어에는 파푸아 언어들에서 종종 나타나는 '대칭적' 날짜 지시 체계가 존재한다. 즉 오늘을 기준으로 떨어진 날 수가 같으면 동일한 시간 표현을 사용한다.
| 과거            | 시간부사  | 미래            |
| --------------- | --------- | --------------- |
| -1일 ('어제')   | ŋarŋ      | +1일 ('내일')   |
| -2일 ('그제')   | urakrŋ    | +2일 ('모레')   |
| -3일 ('그끄제') | tnwantŋ   | +3일 ('글피')   |
| -4일            | kampraɲcŋ | +4일 ('그글피') |
| -5일            | manmaɲcŋ  | +5일            |

이마스어 접속사에는 tay '그리고', mnta '그리고', kanta '그러나'가 있다. 이접어나 종속접속사는 없으며, 종속절은 동사에 접사로 표시된다.
이마스어 감탄사에는 yaw '예', kayak '아니오', ay '이야', aw '안녕', apa 'OK'가 있다.

### 어순
이마스어의 절은 구조가 복잡하지 않고, 대부분의 경우 동사 하나만 필수적이다. 절의 나머지 성분들은 보통 정해진 순서 없이 느슨하게 배열되나, 장소 및 시간 부사는 절의 가장자리에 나타나는 편이다. 기본적인 어순은 동사가 절 맨 마지막에 오는 것이며, 독립 명사 논항은 없는 쪽이 흔하다. 동격 구문이 아닌 명사구와 후치사구는 핵어가 뒤에 와야 한다.
절 연쇄 구문은 의존동사를 통해 만든다. 의존동사는 어간과 -mpi로 이루어지며, 간혹 -kia와 -k가 들어갈 수 있다. 의존동사는 순차적인 시간 관계를 표현하며, 후행하는 동사의 시상법을 따르지만, S나 A 논항까지 동일할 필요는 없다.
한편 다른 파푸아 제어와 달리 이마스어는 절 등위접속도 절 연쇄 구문과 마찬가지로 흔하다. 접속사 mnta '그러자'는 뒤따르는 절이 앞선 절에 시간적으로 후행한다는 것을 나타내고, 접속되는 절의 구조적 관계는 자유롭다. 접속사 kanta '그러나'는 예상치 못한 사건이나 상황을 표현하고, 등위접속에만 사용되는 것으로 보인다. 이 접속사들은 후행 절에서 동사가 아닌 첫 단어 뒤에 오며, 동사만으로 구성된 절에서는 동사에 선행하는 경향이 강하다. tay '그런데, 그래서'는 주로 문두에서 mpa '이제, 이미'와 함께 나타나지만, 종종 문장 중간에서 접속사 기능을 하기도 한다. 많은 파푸아 제어에 존재하는 교체 지시 (switch reference) 체계는 이마스어에 존재하지 않는다.
분열 구문(cleft construction)은 수식받는 명사와 구정보를 담은 정형 관계절로 이루어지며, 계사는 생략 가능하다. 분열문은 일부 설명의문문을 만드는 데 쓰인다. 의문사가 S 논항인 경우 분열 구문의 사용은 필수적이며, A 논항인 경우 O 논항이 1/2인칭이면 필수이지만 3인칭이면 일반적인 동사에 의문사를 교차지시하는 논항 표지가 붙는 식으로 구성된다. 나머지 핵심 논항에 대해서는 분열 구문이 불가능한 대신, 주절 동사에 의문사를 교차지시하는 논항 표지가 붙지 않는다. 의문사가 D 논항인 경우 뒤에 소유 접어 na가 붙지만, 소유주가 의문사인 경우에는 소유 접어에 소유 대상의 일치 표지가 붙는다는 점이 다르다.

## 참고 문헌
- Foley, William A. (1991). 《The Yimas Language of New Guinea》. Stanford, CA: Stanford University Press. ISBN 9780804715829.